# Гней Помпей Страбон
Гней Помпей Страбон (лат. Gnaeus Pompeius Strabo; нар. 133 до н. е. — пом. 87 до н. е.) — давньоримський політичний та військовий діяч Римської республіки з плебейського роду Помпеїв, консул 89 року до н. е. Батько Гнея Помпея Великого (Магна).

## Життєпис

### Походження
Гней Помпей належав до плебейського роду Помпеїв, представники якого згадуються в джерелах, починаючи з II ст. до н. е. Номен Pompeius має те саме походження, що топонім Помпеї в Кампанії, але про зв'язок Помпеїв з містом на околицях Везувія нічого не відомо.
Гней Помпей Страбон був вихідцем з італійської області Піцен, де знаходилося його родове помістя... При цьому римські громадяни, які жили в цьому регіоні, належали до триби Веліна, коли Помпеї належали до триби Крустуміна. Фахівець з античної історії Е. Пайс припустив, що володіння в Піцені з'явилось у Страбона лише в ході Союзницької війни, але інші фахівці відкинули цю гіпотезу.
Рід Помпеїв належав до вершницького прошарку і лише з II ст. до н. е. міг вважатися частиною римського нобілітету, коли в 141 р. до н. е. один із його представників — Квінт Помпей — першим з цього роду здобув консулат а в 131 р. до н. е. він же став цензором. Квінт Помпей міг бути предком Помпеїв Руфів. Зв'язок між останніми та родом, до якого належав Гней Помпей, є невстановленим.
Батько Помпея Страбона — Секст Помпей, загинув у 119 р. до н. е. в Македонії, виконуючи там обов'язки претора. Можливо, його дружиною та матір'ю Гнея була сестра поета-сатирика Гая Луцилія (за іншою версією, Луцилія була молодшою на покоління і приходилась Гнею не матір'ю, а дружиною). У Гнея-молодшого був брат Секст.
Третя частина імені Гнея Помпея, Страбон (Strabo — «Косоокий»), — це прізвисько, яке з'явилося через дивовижну зовнішню схожість Гнея з його кухарем Меногоном, якого називали Страбоном.
Самому ж Страбонові судилося бути найпомітнішим представником свого роду, принаймні — до появи його сина, Помпея Великого.

### Початок кар'єри
Згідно з законом Віллія, дослідники відносять народження Гнея Помпея до 130-х років до н. е.; сама пізня з можливих дат — 132 рік. Свою кар'єру він почав, згідно з традицією, з обрання на посаду квестора, імовірно — сицилійського. Це датують близько 104 роком до н. е.. Став претором в 92 р. до н. е.
А. В. Королєнков висловлював припущення, що під час своєї претури він здійснював управління провінцією Македонія. Про це повідомляє тільки одне джерело — надпис в честь Гнея, знайдений в афінському Акрополі. Претуру Страбона на Сицилії пов'язують із завершенням там у 80-х рр. до н. е. будівництва дороги, яка отримала назву Via Pompeia. Її прокладання сучасні дослідники приписують Помпею Великому. Одначе, його управління Сицилією у 82 р. до н. е. навряд чи могло тривати настільки довго, щоб завершити цю дорогу, оскільки він був вимушений швидко вирушити до Африки.
Таким чином, можливо, Via Pompeia отримала свою назву на честь Гнея Помпея Страбона, який міг бути претором Сицилії.
Проте вершини політичної кар'єри — консулату — Страбон сягнув завдяки успішному командуванню римськими військами у період Союзницької війни 90—88 рр. до н. е.. Як вказують античні автори, Страбон володів неабияким талантом полководця. Про його звитяги під час ранньої військової служби чи претури нам нічого невідомо, але Аппіан зарахував його до числа найкращих легатів — «ὑποστρατήγους ἀρίστους», яких відправили на підмогу консулам на самому початку Союзницької війни — поставивши його в один ряд з уже прославленими Гаєм Марієм і Луцієм Корнелієм Суллою; аналогічно високо оцінювали його військовий талант Веллей Патеркул і Євтропій

### Союзницька війна

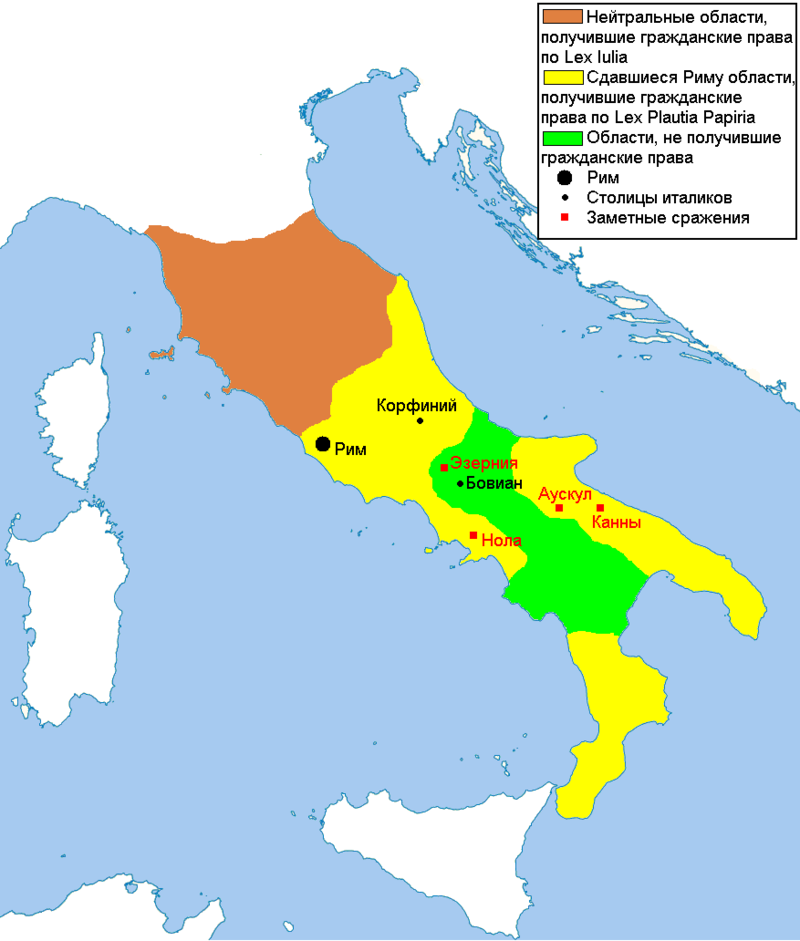
Італія під час союзнницької війни

З початком Союзницької війни (91—88 роки до н. е.), коли італіки повстали проти Риму (кінець 91 року до н. е.), Гней Помпей став легатом, діяти його направили у Піцен під керівництвом консула Публія Рутілія Лупа. Останній керував воєнними діями на півночі Італії, і серед п'яти його легатів були також Гай Марій і Квінт Сервілій Цепіон. Помпею було доручено придушити повстання в Піцені, що мав велике стратегічне значення для Риму: через цей регіон підтримувався зв'язок з Цизальпійською Галлією. Страбон отримав це призначення як найбільший місцевий землевласник і володар обширної клієнтели. Цілком очевидно, що таке рішення було прийняте у зв'язку із тим, що Страбон володів у цьому регіоні маєтками й мав тут широку клієнтелу, а відтак був знайомий із місцевістю і міг організувати забезпечення та поповнення армії.
Починаючи з 90 року до н. е. збережені джерела дають достатньо багато інформації про Гнея Помпея. Його армія взяла місто Аускул в облогу, з якого за декілька місяців до того почалось все повстання. Оборону тут зайняв претор марсів Тіт Лафреній, який енергійно захищався. На допомогу місту прийшли пелігни на чолі з Веттієм Скатоном і піцентіни під керівництвом Гая Видацилія. Страбон відступив перед домінуючими силами суперника до Фалернской гори й тут був розбитий. Він відступив до міста Фірма Піценська (сучасне Фермо), де протягом деякого часу його військо витримувало облогу, під час якої він зайнявся переозброєнням солдатів і муштрою новобранців. Невідомо, наскільки довго Страбон захищав Фірм. Зрештою на допомогу йому прийшов з півдня легат Сульпіцій; існувала гіпотеза, що це був Публій Сульпіцій, майбутній народний трибун, але після виходу праці К. Цикоріуса прийнято вважати, що мова повинна йти про Сервія Сульпіція Гальба. Комбінованим ударом з обох боків, римляни розгромили Тіта Лафренія, причому основну роль зіграла, можливо, армія Сульпіція. Лафреній пав у бою; останки його війська зачинились в Аускулі, оточенням якого зайнявся один із Цезарів (можливо Секст Юлій, консул 91 року до н. е.). Помпей у ще одній битві розгромив піцентинів.
Ефект від його перемоги в Римі був приголомшуючим: оскільки це була одна із перших перемог римських військ, з такої нагоди римські сенатори припинили траур і вдяглися у святковий одяг. Перемога під Фірмою настільки підняла престиж Помпея Страбона, що це дозволило йому претендувати на консульство на 89 р. до н. е. У 89 році до н. е. його обрали консулом (разом з Луцієм Порцієм Катоном). Спочатку він розбив об'єднані сили італіків у Піцені, згодом підкорив племена маруцинів, вестинів та марсів, приборкав Самніум. Отримавши звістку про цю перемогу, римські сенатори знову одягнули «Тоги з облямівкою та інші знаки посадових відмінностей». За усі ці успіхи він отримав тріумф.
Окрім звитяг на полі бою, Гней Помпей Страбон за період свого консульства відзначився також наданням римського громадянства загонові іспанських вершників — Саллвітанській турмі, яке відбулося 17 листопада 89 р. до н. е. в його таборі під Аускулом. Згідно із Lege Iulia de civitate latinis et sociis danda, Страбон, як діючий магістрат з імперієм, мав право надавати римське громадянство союзникам, що було подякою за проявлену ними особливу хоробрість у бою.
Серед п'ятдесяти дев'яти радників Страбона в тексті його указу фігурує і його син Гней Помпей, у майбутньому — Помпей Великий У 88 р. до н. е. Помпей Страбон, ставши проконсулом, залишався зі своїм військом у Піцені, очевидно, придушуючи там останні спалахи повстання італіків. Він не втручався у політичну кризу, коли Сулла повів війська на Рим.

### Гней Помпей і Сулла
Імовірно, що лише коли Страбон заявив, що буде висуватися в консули на 87 р. до н. е., Сулла почав вбачати у ньому загрозу. Саме тоді він готувався вирушити на війну проти Мітридата і, з одного боку, остерігався залишати в Італії полководця з політичними амбіціями, який міг спробувати підкріпити їх відданою армією, а з іншого — йому було необхідно залишити в Італії когось, хто міг би захистити проведені ним реформи зі зброєю в руках. Відтак, до Страбона вирушив співавтор сулланських реформ — консул Квінт Помпей Руф, щоб перебрати на себе командування його армією. Одначе, сам Помпей Страбон та його віддані війська не сприйняли перспективи заміни полководця — серед солдатів стався заколот, в результаті якого Помпея Руфа убили. Після цього Сулла злякався за своє життя й оточив себе охоронцями, одначе Страбон не виступив проти нього, а Сулла вирішив не вступати у війну зі Страбоном і відбув у похід проти Мітридата. Сам же Помпей Страбон знову очолив свою армію.

### Громадянська війна
У 87 р. до н. е. політична боротьба у Римі знову переросла у громадянську війну, яку Марк Туллій Цицерон назвав Октавієва. Після відпливу Сулли з Італії, Рим знову опинився перед загрозою бути взятим своїми ж громадянами. Чинний консул Луцій Корнелій Цинна був вигнаний із міста колегою Гнеєм Октавієм через законопроєкт, за яким нові римські громадяни мали розподілятися по всіх трибах. Одначе він організував військо з нових громадян, ядром якого стала армія Аппія Клавдія, що тримала в облозі Нолу; з такої нагоди до нього приєднався і вигнаний Суллою Гай Марій. Зі своїми військами Цинна і Марій спершу розграбували Остію, а потім почали просуватися до Риму. Імовірно, що вже в той час, коли Цинна почав концентрувати війська біля Ноли, консул Гней Октавій викликав Помпея Страбона на захист Рима. Останній хоч і вирушив зі своїм військом до Риму, все ж не поспішав одразу заявити про свою приналежність до однієї зі сторін конфлікту і зайняв вичікувальну позицію. Очевидно, що Страбон вступив у переговори як з Октавієм, так із Марієм та Цинною, намагаючись зрозуміти, перехід на чию сторону приніс би йому більше користі. За словами Орозія, Страбон перейшов на сторону Октавія і сенату лише тоді, коли його відкинули Марій і Цинна. Припускають, що першочергово він вів переговори із Цинною, сподіваючись отримати друге консульство, одначе після приєднання до нього Марія, для Страбона вже не залишилося шансів розділити консулат із Цинною. Останньому ж був потрібний великий авторитет Марія.
Цинна усвідомлював свої низькі шанси проти Страбона, тому у певний момент здійснив спробу підняти заколот у його війську і підіслав до нього вбивцю. Про це в яскравих деталях розповідає Плутарх. Отже, за його інформацією, Цинна підкупив одного із людей у війську Страбона — Луція Теренція — щоб той вбив сина полководця, в той час як інші змовники підпалять намет Страбона. Молодший же Гней Помпей розкрив змову і зміг уникнути смерті. Під час цього в рядах воїнів Страбона піднявся заколот, сам полководець перелякався і залишився у своєму наметі, і лише молодший Помпей зміг втихомирити солдатів, кинувшись їм під ноги й зі слізьми благаючи не покидати його батька. Після цього заколот припинився, а на бік Цинни з війська Страбона перейшли лише вісімсот солдатів Страбона.
У певний момент Страбон таки прийшов на допомогу Октавію, тож варто припустити, що він отримав гарантію на здобуття другого консульства. Він надав консулові шість своїх когорт, щоб той зміг відбити римський пагорб Янікул, захоплений легатом Марія — Мілонієм, якого послали із незначними силами швидко зайняти підступи до Риму, вважаючи місто беззахисним. Водночас сам Страбон зв'язав боєм сили Серторія, які підходили на допомогу Мілонієві; з обох сторін у цій битві полягло по шістсот солдатів. Як вказують окремі джерела, втручання Страбона було мінімальним — він лише не давав Октавію зазнати поразки, так само як і не давав Цинні перемогти, підтримуючи конфлікт до тих пір, доки він не отримав би гарантії, що стане консулом. Ми можемо припускати, що зрештою Октавій погодився на умови Страбона і той зійшовся з противниками у генеральній битві: «Але наприкінці у великій і жахливій битві Страбон зіткнувся з Цинною: яким смертельним було її закінчення для тих, хто бився під стінами й будинками Риму… — навряд чи словами можна передати».
Можливо, що Страбон міг бути близьким до перемоги, але йому так і не вдалося насолодитися плодами своїх інтриг — серед захисників міста спалахнула пошесть, від якої загинуло сімнадцять тисяч солдатів. Саме в цей час, як і припускав А. Ківні, міг статися бунт у війську Страбона — виснажені втратами та хворобою, солдати цілком могли бути незадоволені полководцем, який свідомо затягував хід війни, віддаляючи перемогу. Джерела повідомляють про велику кількість дезертирів з табору Октавія у той час, тож не є дивним, що і з війська Страбона після заколоту перейшли на бік Цинни вісімсот солдатів. Зрештою, і сам Помпей Страбон загинув від мору, який вразив його військо. Згідно з іншою традицією, Страбон загинув від удару блискавки.
В сучасній історіографії така версія подій відкидається — її визнано за міф, що популяризувався серед римлян незадовго після смерті Страбона. Після смерті полководця рештки його війська почали явно симпатизувати Цинні, тож захисники міста більше не могли йому протистояти й були вимушені здатися. Люди, розгнівані тим, що Страбон навмисне відмовився прийти на допомогу державі й пильнував лише власні інтереси, зірвали поховальну процесію і здійснили наругу над його тілом. Саме таке негативне ставлення до нього і відобразилося у джерелах — своїми вчинками, здійсненими за останній рік, Страбон перекреслив усе, що зробив протягом всього життя.
Таким чином, розглянувши біографію Помпея Страбона, можна констатувати наступне. В період громадянських війн у Римській республіці він являв собою «типового персонажа» свого часу — талановитого полководця з політичними амбіціями, який мав достатньо рішучості для шантажу держави власною армією, щоб досягнути омріяного. Цим він не відрізнявся як від представників свого покоління — Сулли та Марія, так і від молодшої генерації — Юлія Цезаря і свого сина Помпея Великого. З одного боку, військові успіхи Страбона забезпечили корінний перелом у Союзницькій війні на користь Риму. А з іншого — вимагаючи другого консульства, він цілеспрямовано дозволяв Цинні й Марію закинути зашморг на шию держави. Цілком можна припускати, що стратегія Страбона була виграшною, але брак удачі звів усі його зусилля нанівець.

## Родина
Діти:
- Гней Помпей Великий
- Помпея Страбона